# Sporting Club Lecce 1908-1922
Lo Sporting Club Lecce era una società polisportiva di Lecce comprendente, oltre a due squadre di calcio, anche un comparto di ciclismo e un comparto di atletica, fondata il 15 marzo 1908. Antenata dell'Unione Sportiva Lecce, che nacque nel 1927, con la sua fondazione dette inizio ufficialmente al calcio a Lecce. Sospese l'attività alla fine della stagione calcistica 1922-23, nella quale il club partecipò al massimo campionato italiano, scomparendo in seguito dal panorama sportivo.

## Divise
| Prima divisa |

## Rosa 1907-1908
La rosa dello Sporting Club Lecce nella stagione 1907-1908, così come si evince dallo Statuto inviato alla FIGC per l'affiliazione, era:

### Prima squadra
| N. |                   | Ruolo | Calciatore                   |
| -- | ----------------- | ----- | ---------------------------- |
|    | Italia (bandiera) | P     | Ettore De Michele (Capitano) |
|    | Italia (bandiera) | D     | Bruno Acquaviva              |
|    | Italia (bandiera) | D     | Giuseppe Capozza             |
|    | Italia (bandiera) | C     | Rima Balilla                 |
|    | Italia (bandiera) | C     | Marazzi                      |
|    | Italia (bandiera) | C     | Luigi Varola                 |
|    | Italia (bandiera) | A     | Riccardo Carati              |
|    | Italia (bandiera) | A     | Ottorino De Salvatore        |
|    | Italia (bandiera) | A     | Mamì Di Muro                 |

| N. |                   | Ruolo | Calciatore             |
| -- | ----------------- | ----- | ---------------------- |
|    | Italia (bandiera) | A     | Osvaldo Marzano        |
|    | Italia (bandiera) | A     | Uccio Romeo Tortorella |
|    | Italia (bandiera) |       | Calvi                  |
|    | Italia (bandiera) |       | Giuseppe De Cupertinis |
|    | Italia (bandiera) |       | Luigi De Tommasi       |
|    | Italia (bandiera) |       | Papadia                |
|    | Italia (bandiera) |       | Tau                    |
|    | Italia (bandiera) |       | Germano Torsello       |

### Seconda squadra
| N. |                   | Ruolo | Calciatore     |
| -- | ----------------- | ----- | -------------- |
|    | Italia (bandiera) | P     | Tarantini      |
|    | Italia (bandiera) | D     | Casilli        |
|    | Italia (bandiera) | D     | Attila Piccoli |
|    | Italia (bandiera) | C     | De Carolis     |
|    | Italia (bandiera) | C     | Paradisi       |
|    | Italia (bandiera) | C     | Stefanachi     |
|    | Italia (bandiera) | A     | Carlo Cascella |
|    | Italia (bandiera) | A     | Papadia        |
|    | Italia (bandiera) | A     | Gigi Pastore   |

| N. |                   | Ruolo | Calciatore           |
| -- | ----------------- | ----- | -------------------- |
|    | Italia (bandiera) | A     | Valletta             |
|    | Italia (bandiera) | A     | Vernaleone           |
|    | Italia (bandiera) |       | Amilcare Bray        |
|    | Italia (bandiera) |       | De Blasi             |
|    | Italia (bandiera) |       | Francesco De Filippi |
|    | Italia (bandiera) |       | Elia Franich         |
|    | Italia (bandiera) |       | Alberto Greco        |
|    | Italia (bandiera) |       | Qualtiero Pastore    |
|    | Italia (bandiera) |       | Stefanachi           |

## Società e reparti non calcistici
| Società - Presidente: Francesco Marangi - Vicepresidenti: prof. Doria e prof. Giustino Sorani - Direttore Sportivo: rag. Leopoldo Pezzuto - Vice direttore sportivo: Michele De Filippi - Segretario: rag. Osvaldo Marzano - Cassiere: Ettore De Michele | Reparto Ciclistico - Ettore De Michele - Achille Tresca - Francesco De Filippi - Carlo Cascella - Carmelo Adam - Luigi Predicatore - Carlo De Pandis - Clodomiro Bessone - Silvio Di Lauro, - Archimede Di Lauro - Antonio Vallese - Favatano - Alberto Mele - Costantino - Alberto Delle Noci - Giuseppe De Vita - Isaia De Giorgi | Reparto Atletica - Ettore De Michele - Italo Bodini - Domenico Falda - Mamì Di Muro - Francesco Grosso - Alberto Greco - Luigi Decimo - Fernando Laporcia - Vittoria Libertini - Isacco Coen - Pino |

## Rosa
| N. |                   | Ruolo | Calciatore        |
| -- | ----------------- | ----- | ----------------- |
|    | Italia (bandiera) | P     | Ettore De Michele |
|    | Italia (bandiera) | D     | Bruno Acquaviva   |
|    | Italia (bandiera) | D     | Rima Balilla      |
|    | Italia (bandiera) | D     | Giuseppe Capozza  |
|    | Italia (bandiera) | C     | Kniazzeh          |
|    | Italia (bandiera) | C     | Marazzi           |
|    | Italia (bandiera) | C     | Germano Torsello  |

| N. |                   | Ruolo | Calciatore            |
| -- | ----------------- | ----- | --------------------- |
|    | Italia (bandiera) | C     | Luigi Varola          |
|    | Italia (bandiera) | A     | Ottorino De Salvatore |
|    | Italia (bandiera) | A     | Mamì Di Muro          |
|    | Italia (bandiera) | A     | Osvaldo Marzano       |
|    | Italia (bandiera) | A     | Papadia               |
|    | Italia (bandiera) | A     | Pastore               |
|    | Italia (bandiera) | A     | Romeo Tortorella      |

## Risultati[2]

### Campionato
| 3 aprile 1910, ore 1ª giornata | turno di riposo | – |  |  |

| Arbitro: | Ludwig (Bari) |

|                                                                |           |             |
| Kuhn 24’, 85’ Cramarossa 28’ De Benedictis 67’ Rima 80’ (aut.) | Marcatori | 90’ Di Muro |

| 17 aprile 1910, ore 3ª giornata | turno di riposo | – |  |  |

| Arbitro: | Colombo (Milano) |

|            |           |                               |
| Di Muro 7’ | Marcatori | 50’ Montevecchi 85’ Ascanelli |

| Arbitro: | Colombo (Milano) |

|             |           |                                             |
| Marzano 87’ | Marcatori | 27’ Randi 60’, 70’ Tiberini 80’ (rig.) Roth |

| Taranto 8 maggio 1910, ore 6ª giornata                                         | Pro Italia | 3 – 1          | SC Lecce | Piazza d'Armi presso Arsenale |
| \| \| \| \| \| Colizzi 46’, 55’ Traverso 46’ \| Marcatori \| 10’ De Michele \| |            |                |          |                               |
|                                                                                |            |                |          |                               |
| Colizzi 46’, 55’ Traverso 46’                                                  | Marcatori  | 10’ De Michele |          |                               |

## Statistiche

### Statistiche di squadra
| Competizione | Punti | In casa | In casa | In casa | In casa | In casa | In casa | In trasferta | In trasferta | In trasferta | In trasferta | In trasferta | In trasferta | Totale | Totale | Totale | Totale | Totale | Totale | D.R. |
| Competizione | Punti | G       | V       | N       | P       | Gf      | Gs      | G            | V            | N            | P            | Gf           | Gs           | G      | V      | N      | P      | Gf     | Gs     | D.R. |
| ------------ | ----- | ------- | ------- | ------- | ------- | ------- | ------- | ------------ | ------------ | ------------ | ------------ | ------------ | ------------ | ------ | ------ | ------ | ------ | ------ | ------ | ---- |
| Campionato   | 0     | 2       | 0       | 0       | 2       | 2       | 6       | 2            | 0            | 0            | 2            | 2            | 8            | 4      | 0      | 0      | 4      | 4      | 14     | -10  |

### Statistiche dei giocatori[2]
| Giocatore       | Campionato | Campionato |
| Giocatore       | Presenze   | Goal       |
| --------------- | ---------- | ---------- |
| E. De Michele   | 4          | 1, -14     |
| G. Capozza      | 4          | 0          |
| B. Acquaviva    | 4          | 0          |
| O. Marzano      | 4          | 1          |
| Rima B.         | 4          | 0          |
| G. Torsello     | 2          | 0          |
| O. De Salvatore | 4          | 0          |
| R. Tortorella   | 4          | 0          |
| Kniazzeh        | 2          | 0          |
| Pastore         | 1          | 0          |
| M. Di Muro      | 4          | 2          |
| L. Varola       | 3          | 0          |
| Marazzi         | 3          | 0          |
| Papadia         | 2          | 0          |

## Rosa 1912-1913
La rosa dello Sporting Club Lecce nel 1912-1913 (attività dilettantistica) era così composta:
| N. |                   | Ruolo | Calciatore            |
| -- | ----------------- | ----- | --------------------- |
|    | Italia (bandiera) |       | Pietro Casilli        |
|    | Italia (bandiera) |       | Giuseppe De Carolis   |
|    | Italia (bandiera) |       | Anselmo De Cupertinis |
|    | Italia (bandiera) |       | Giacomo De Mure       |

| N. |                   | Ruolo | Calciatore        |
| -- | ----------------- | ----- | ----------------- |
|    | Italia (bandiera) |       | Nicola Tana       |
|    | Italia (bandiera) |       | Luigi Tommasi     |
|    | Italia (bandiera) |       | Oronzo Valletta   |
|    | Italia (bandiera) |       | Renato Vernaleone |

Presidente:  De Castris

## Curiosità
Il 14 luglio 2005 nasce, a Lecce, un club calcistico attivo solo in ambito giovanile che, per rievocare il nome dello storico sodalizio sportivo precursore del calcio cittadino, viene denominato A.S.D. Sporting Club Lecce.